# Stu Block
Stuart Block (Vancouver, Colúmbia Britânica, 26 de novembro de 1977) é um músico canadense. Vulgarmente conhecido como Stuie.B, ou simplesmente, Stu, ele é o vocalista das bandas de heavy metal Iced Earth  e Into Eternity. Ele tem uma grande variedade vocal assim como Matthew Barlow, seu antecessor no Iced Earth. Substituiu Chris Krall como vocalista principal do Into Eternity.
Carreira
Stuart Block começou sua carreia em 1998, em 2011, foi anunciado que Stu Block tinha sido escolhido como novo vocalista do iced earth.
Como em entrevista ao webzine grego Rock Overdose, O vocalista Stu Block
comentou como aconteceu sua entrada no Iced Earth.
"Não sabia que Matt Barlow estava saindo da banda. Quem me avisou foi a
Century Media Records (gravadora do grupo). Mas a princípio, eles não falaram
que se tratava do Iced Earth, apenas que precisavam de um cantor com o meu
estilo. Recebi trechos de novas composições de Jon e pediram para eu colocar
vocais. Ele ouviu e gostou. Depois, me telefonou, fui para Indiana, trabalhamos
juntos e tudo funcionou".

Fonte: Iced Earth: vocalista Stu Block conta como entrou na banda http://whiplash.net/materias/news_846/139817-icedearth.html#ixzz3O069AAKf

## Discografia
Into Eternity
- A Scattering of Ashes (2006)
- The Incurable Tragedy (2008)
- TBA (2011)

Iced Earth
- Dante's Inferno(single) (2011)
- Dystopia (2011)
- Plagues of Babylon (2014)
- Incorruptible (2017)